# ویل واولکس
ویل واولکس (انگلیسی: Will Vaulks؛ زادهٔ ۱۳ سپتامبر ۱۹۹۳) بازیکن فوتبال اهل بریتانیا است.
از باشگاه‌هایی که در آن بازی کرده‌است می‌توان به باشگاه فوتبال ترانمره راورز، باشگاه فوتبال کاردیف سیتی، باشگاه فوتبال روترهام یونایتد، باشگاه فوتبال وورکینگتون ای. اف. سی، و باشگاه فوتبال فالکیرک اشاره کرد.
وی همچنین در تیم ملی فوتبال ولز بازی کرده‌است.